# William White (hokej na travi)
William Neil White  (2. svibnja 1920. – 19. veljače 1990.) je bivši britanski hokejaš na travi.
Osvojio je srebrno odličje igrajući za Uj. Kraljevstvo na hokejaškom turniru na Olimpijskim igrama 1948. u Londonu. Odigrao je četiri susreta, uključujući završnicu, na mjestu napadača.

## Vanjske poveznice
- Profil na DatabaseOlympics